# John Neville, baron Neville
John Neville, baron Neville (født ca. 1410, død 29. marts 1461) var en engelsk adelsmand, der kæmpede for Huset Lancaster under Rosekrigene. Han tilhørte en ældre, men fattig gren af Neville-familien i Nordengland, som tidligere var blevet gjort arveløs til fordel for en yngre gren ledet af Johns halvonkel, Richard, jarl af Salisbury. John Neville og hans brødre brugte flere år på at kæmpe med Salisbury om den anfægtede arv, og da de dynastiske krige brød ud, stod John på Huset Lancasters side, mens den yngre Neville-gren var på Huset Yorks side.
John var en af modtagerne af krigsbyttet efter at York-fraktionen var flygtet fra England i 1459, idet han blev tildelt mange af hans rivaliserende Neville-fætres konfiskerede besiddelser og embeder og blev også ophøjet til rang af baron. Da Richard af York vendte tilbage i 1460 og gjorde krav på tronen, optrådte Lord Neville til at starte med som en allieret, men gik tilbage til Lancaster-siden lige før Slaget ved Wakefield. York tilbød kamp og troede sandsynligvis, at Neville ville ankomme for at forstærke ham, men blev i stedet angrebet og dræbt. Lord Neville selv blev dog dræbt kort derefter i et baghold, der førte op til Slaget ved Towton i 1461. Hans søn arvede senere jarldømmet i Westmorland.

## Familie og baggrund
Han blev født omkring 1410, den anden søn af Sir John Neville (d. 1420) (ældste søn og arving til Ralph Neville, 1. jarl af Westmorland og hans første hustru Margaret Stafford ) og hans hustru Elizabeth Holland (ca. 1388 – 1423), femte datter af Thomas Holland, 2. jarl af Kent og hans hustru Alice FitzAlan (d. 1416).
Han havde to brødre, Ralph Neville, 2. jarl af Westmorland, og Sir Thomas Neville (død 1458) af Brancepeth Castle, County Durham, og en søster, Margaret Neville, der blev gift med Sir William Lucy af Woodcroft, Bedfordshire.
På et tidspunkt før den 5. februar 1452 giftede han sig med Anne Holland (d. 1486), datter af John Holland, 2. hertug af Exeter og hans første hustru Anne Stafford (en datter af Edmund Stafford, 5. jarl af Stafford og enken efter Edmund Mortimer, 5. jarl af March). Anne Holland var enke efter hans nevø Sir John Neville (d. 1450), søn af Ralph Neville, 2. jarl af Westmorland og hans første hustru Lady Elizabeth Percy. Anne Holland overlevede ham og giftede sig for tredje gang med James Douglas, 9. jarl af Douglas (d.1491), men fik ingen børn med ham. Hun døde 26. december 1486 og blev begravet i St. Anne's Chapel i Blackfriars i City of London. Med Anne fik han en søn:
- Ralph Neville, 3. jarl af Westmorland[7] søn og arving og arving til sin onkel, den 2. jarl. Han opnåede en annullering af sin fars fratagelse af ære, liv og gods den 6. oktober 1472.[8]

## Liv
I 1430'erne var John Nevilles ældre bror, jarlen af Westmorland, i der der næsten kan beskrives som en privat krig mod deres onkel, jarlen af Salisbury, og Beaufort-grenen af Neville-familien angående en arvestrid. John sluttede sig til sin bror og spillede en vigtig rolle i kampen. Han blev nævnt i et brev fra 1438 til kongens kansler, der berettede, at de rivaliserende Neville-grene havde "samlet store hober og selskaber på slagmarken", gjort "store og forfærdelige lovovertrædelser" og engageret "i nedslagtning og ødelæggelse" af lokalbefolkningen i Nordengland. Striden var ulige, for jarlen af Salisbury var rigere og havde bedre forbindelser til magtfulde medlemmer af adelen og præster, udover at han også besad et blodsslægtskab med den engelske kongefamilie. Salisbury fik den bedste afslutning på striden, og parterne blev udadtil forsonet i 1443 i en løsning, der stærkt begunstigede jarlen. Den ældre Neville-gren fortsatte på deres side med at harmes over deres fætres på grund af sagen. Denne rivalisering sikrede, at hver gren af familien tog hver sin side på den fraktionerede og turbulente politiske scene i 1450'erne: Da Salisbury og hans søn jarlen af Warwick sluttede sig til Richard, hertugen af York, støttede den ældre gren op om Huset Lancaster, hvorved familiefejden blev af en del af den større borgerkrig Rosekrigene.
Efter Neville-aftalen i 1443 synes jarlen af Westmorland stort set at have opgivet sin rolle i national politik, så det var hans bror John, som dronning Margrete af Anjous parti forsøgte at rekruttere som en allieret mod hertugen af York og jarlerne af Salisbury og Warwick. Sir John Neville blev indkaldt som ridder for West Riding of Yorkshire til et storrådsmøde, der skulle mødes i Leicester den 21. maj 1455. York, Salisbury og Warwick forventede, at anklager ville blive rettet mod dem på mødet, så de afskar og angreb det kongelige følge i St Albans. York-hærens sejr førte til hertugen af Yorks kortvarige protektorat, der varede indtil februar 1456. Efter at dronningen havde genvundet kontrollen over regeringen, opfordrede hun John Neville og hans familie til at genoptage deres rivalisering i nord med Yorks allierede, jarlen af Salisbury. I 1457, efter Salisburys bror Robert, biskop af Durhams døde, sikrede dronningen udnævnelsen af hendes kandidat, Laurence Booth, til den ledige plads. Booth (hvis niece Johns søn senere blev gift med) begyndte straks at udskifte Salisburys slægtninge med medlemmer af den ældre Neville-gren i bispesædets administrative embeder, hvor Sir John blev udnævnt til tingrejsedommer (og dermed "det førende medlem af retsvæsenet i Durham"). John fik også en del af de ejendele, der var blevet beslaglagt fra den afdøde biskop Robert.

### Krigsudbrud
Efter York-herrernes nederlag og flugt ved Ludford i oktober 1459 modtog Sir John Neville betydelige belønninger, der stort set omfattede jarlen af Salisbury fratagne godser og embeder. Den 20. november 1459 blev han ophøjet til adelsstanden som Lord Neville ved en parlamentsakt. Dette var "Parliament of Devils", hvor York og den yngre Neville-gren fik frataget deres ære, liv og gods. Den 19. december, "for loyal tjeneste mod oprørerne", blev han udnævnt til konstabel for Salisbury's borge i Middleham og sheriff Hutton og forvalter af deres tilknyttede lande, og han blev også tildelt en andel af de fratagne lande fra York-støtten Sir John Conyers. I County Durham blev Lord Neville konstabel for Barnard Castle og skovmester for Teesdale skov med en livrente på 40 mark. Den 18. marts 1460 modtog han endnu en del af Salisburys imperium: En årlig leje på 100 mark fra herregårdene Worton og Banbridge og skoven i Wensleydale.
Lord John reagerede på denne protektion ved at samle mænd til Lancaster-sagen før deres nederlag i Slaget ved Northampton i juli 1460. Han synes til at starte med at have accepteret det nye styre, etableret af jarlen af Warwick i kølvandet på slaget, og han blev derfor indkaldt til parlamentet den 30. juli 1460 og fik til at starte med tillid fra York-fraktionen, som ikke synes at have betragtet ham som en uforsonlig fjende. Neville var fraværende i parlamentet i oktober, hvor Richard, hertug af York gjorde krav på tronen, men fik en opgave med at gå imod de Lancaster-"oprørere", der samledes i nord. Derefter sluttede han sig til dem i stedet og deltog i mønstringen under Margrete af Anjou i Yorkshire og var blandt dem, der hærgede York-herrernes nordlige godser.

### Fra Wakefield til Towton
I december marcherede hertugen af York personligt nordpå for at tage sig af dronningen og hendes støtters uventede hurtigt opståede oprør. Under foregivelse af at være en allieret besøgte Lord Neville ham og fik til opgave at samle mænd på hertugens vegne, men sluttede sig til fjenden med sine rekrutter. Han var således sammen med Lancaster-hæren i det efterfølgende slag ved Wakefield, den 30. december, hvor York blev besejret og dræbt. Johns onkel og fjende, jarlen af Salisbury, og hans søn Sir Thomas Neville blev også dræbt. En af teorierne, der forklarer, hvorfor Richard af York forlod Sandal Castles sikkerhed for at konfrontere den stærkere Lancaster-hær, var at han troede, at John Neville ville ankomme for at forstærke ham, men Neville skiftede derefter i stedet side, så snart hertugen blottede sig.
Lord Neville sluttede sig til dronningens hær, som marcherede sydpå og plyndrede byer undervejs. Hans tropper plyndrede særligt Beverley den 12. januar 1461. Den 20. januar i York erklærede John, hans bror, jarlen af Westmorland, og andre stormænd deres accept af en aftale, der medførte at Berwick blev afgivet til skotterne til gengæld for deres støtte. Neville kæmpede sandsynligvis i Det 2. slag ved St Albans den 17. februar, hvor hans fætter jarlen af Warwick, der ledte York-hæren, blev besejret. I marts marcherede York-hæren igen nordpå, nu under ledelse af Richard af Yorks søn Edvard (udråbt til kong Edvard 4.). Neville og hans fætter Lord Clifford (hvis bedstemor var en Neville fra den ældre gren) ledte en styrke i baghold på York-hærens fortrop under Warwick i Slaget ved Ferrybridge ved daggry den 28. marts. Mens de trak sig nordpå mod hoved Lancaster-høren, blev de fanget i et kontra baghold af John Nevilles onkel William, Lord Fauconberg (fra den yngre Neville-gren), i en dal ved navn Dintingdale, nær landsbyen Saxton. Neville, Clifford og det meste af deres styrke blev dræbt.
Slaget ved Towton den følgende dag sikrede den engelske trone til Huset York. Neville fik frataget sin ære, liv og gods den 4. november 1461, og hans besiddelser tilgik kronen, hvilket efterlod hans enke uforsørget. Johns søn og arving, Ralph Neville, opnåede en annullering af fratagelsen den 6. oktober 1472. Ralph efterfulgte senere Johns barnløse ældre bror som jarl af Westmorland.

## Våbenskjold
Lord John Nevilles våbenskjold var det sædvanlige Neville-våbenskjold, med en brisure i form af en azurblå fransk lilje i midten. 